# Clark Leonard Hull
Clark Leonard Hull (25. května 1884, Akron, New York – 10. května 1952, New Haven, Connecticut) byl americký psycholog, 21. nejcitovanější ve 20. století.
Z behavioristických pozic se zaobíral problematikou motivace a učení. Jeho základní formule, rozebíraná především v jeho dvou základních pracích Mathematico-Deductive Theory of Rote Learning (1940) a Principles of Behavior (1943), říká, že organismus je podrážděn frustrací, frustrace plodí potřeby, potřeby aktivují základní pudy (hlad, žízeň, sex, vyhýbání se bolesti), pudy pak vyvolají chování.